# Morti nel 632
| Questa pagina contiene informazioni ricavate automaticamente dalle voci biografiche con l'ausilio del template Bio e di un bot. L'aggiornamento è periodico e automatico e ricostruisce completamente la pagina. Se manca una persona in questa lista, sei pregato di non aggiungerla, ma accertati piuttosto che la sua voce biografica contenga il template Bio e che i dati anagrafici siano correttamente compilati. Se il template Bio manca, inseriscilo tu stesso o, in alternativa, metti l'avviso {{tmp\|Bio}} che ne segnala la mancanza. Se i dati riportati sono sbagliati, correggi direttamente la voce biografica; le modifiche saranno visibili in questa lista entro pochi giorni. Per chiarimenti vedi il progetto biografie. La lista contiene solo le 17 persone che sono citate nell'enciclopedia e per le quali è stato implementato correttamente il template Bio. Pagina aggiornata al 10 feb 2025. |

- 16 gennaio - Tiziano di Oderzo, vescovo e santo italiano
- 20 gennaio - Jinpyeong di Silla, re coreano
- 27 gennaio - Ibrahim ibn Muhammad, arabo (n. 630)
- 31 gennaio - Aidano di Ferns, vescovo irlandese
- 8 aprile - Cariberto II, sovrano
- 8 giugno - Maometto, profeta arabo
- 29 ottobre - Colmano di Kilmacduagh, abate e vescovo irlandese
- Aṣḥama ibn Abjar, sovrano etiope
- Boran, regina persiana
- Chilperico di Aquitania, re
- Guàndǐng, monaco buddista cinese (n. 561)
- Idris Gawr, sovrano (n. 560)
- Ormisda VI, nobile persiano
- Zaccaria di Gerusalemme, vescovo ortodosso bizantino
- Zayd ibn al-Khattab, arabo
- Abu Dujana, arabo
- ʿAbbād ibn Bishr, arabo